# 利润率
在经济学和金融学领域，利润率是资本主义企业，或资本主义经济作为一个整体的投资项目的相对收益。类似投资回报率的概念。
在马克思主义政治经济学领域，利润率的计算公式是：
| 利润率 ＝ | 剩余价值     | ×100% |
| 利润率 ＝ | 资本投资总额 | ×100% |
资本家获得的剩余价值，相当于工人在生产过程中无偿劳动，或表现为资本家的利润、利息和租金（财产收入）。

## 历史成本与市场价值
利润率取决于对投资资本的定义。资本价值的两种计量方式是：资本的历史成本与资本的市场价值。历史成本是资产在购入时刻的原始成本。市场价值是转售价值，或是重置价值，或是目前用途或其他用途的价值。
要想计算利润率，资本资产重置成本必须用于确定资本成本。像机器这样的资产不能被它的历史成本所重置，必须用当前市场价值来购买。如果发生通胀，历史成本不会考虑设备价格的上涨。利润率会因用较低的历史成本来计算投资资本价值而被高估。
另一方面，由于技术的进步，产品日趋廉价。因为重置成本下降，利润率就应该相应地提高。

## 囚徒困境
但如果企业在员工身上人均投资越多，因此人均销售额也越高的话，只要能增加利润率，他们会继续增加人均投资。假设个别资方采取这种做法，全社会的资方也必须跟进，否则就会在竞争中被淘汰出局。
然而，这意味着资本人均投资的重置成本，现在计算重置成本必须和竞争保持一致，往往会增加企业比以往更多的人均销售额。